# Cyligramma amblyops
Cyligramma amblyops is een vlinder uit de familie spinneruilen (Erebidae). De wetenschappelijke naam is voor het eerst geldig gepubliceerd in 1891 door Mabille.
De soort komt voor in tropisch Afrika.